# 作見村
作見村（さくみむら）は、石川県江沼郡にあった村。現在の加賀市の北東部、北陸本線加賀温泉駅から片山津温泉にかけての地域にあたる。

## 地理
- 海洋 ： 日本海
- 湖沼 ： 柴山潟（加賀三湖）
- 河川 ： 八日市川

## 歴史
- 1889年（明治22年）4月1日 - 町村制の施行により、作見村、山田村、大菅波村、小菅波村、尾中村、富塚村、片山津村及び弓波村の区域をもって、作見村が発足する。
- 1914年（大正3年）4月15日 - 温泉電軌（後の北陸鉄道片山津線）の片山津駅・動橋駅間が開業。
- 1942年（昭和17年）11月3日 - 塩津村及び作見村が合併して、片山津町が発足する。片山津温泉の街が塩津村及び作見村の区域にまたがっており、行政上の統一がとりにくかったという事情もあっての合併だった。

## 交通

### 鉄道路線
- 鉄道省
  - 北陸本線
    - 作見信号所（現・加賀温泉駅）
- 温泉電軌（現・北陸鉄道）
  - 片山津線
    - 片山津本町駅 - 片山津駅

### 道路
- 国道12号（現・国道8号）

## 著名な出身者
- 矢田松太郎 - 加賀市長